# Eugène Cauchois
Pour les articles homonymes, voir Cauchois.
Eugène Cauchois, né à Rouen (Seine-Maritime), le 14 février 1850, et mort à Paris 9e le 7 octobre 1911, est un peintre français.

## Biographie
Eugène Cauchois entre à l'École des beaux-arts de Paris dans les ateliers de Ferdinand Duboc et d'Alexandre Cabanel. Il se spécialise dans la composition de natures mortes à base de fruits, de fleurs et d'ustensiles de cuisine. Il peint également des paysages, des vues de marine.
En 1876 à Paris, il épouse Louise Ladevèze, le peintre Eugène Capelle est témoin du mariage.
Il séjourne à Bruxelles en 1878-1879. Il avait pris l'habitude de signer ses tableaux du nom du mois au cours duquel il les avait réalisés.
Sur la fin de sa vie, Eugène Cauchois se lance dans la peinture décorative avec des compositions florales.
Il avait un atelier parisien au no 32 rue des Dames à Paris (17e arrondissement). Le peintre Marcellin Desboutin (1823-1902) y était son voisin.

## Collections publiques

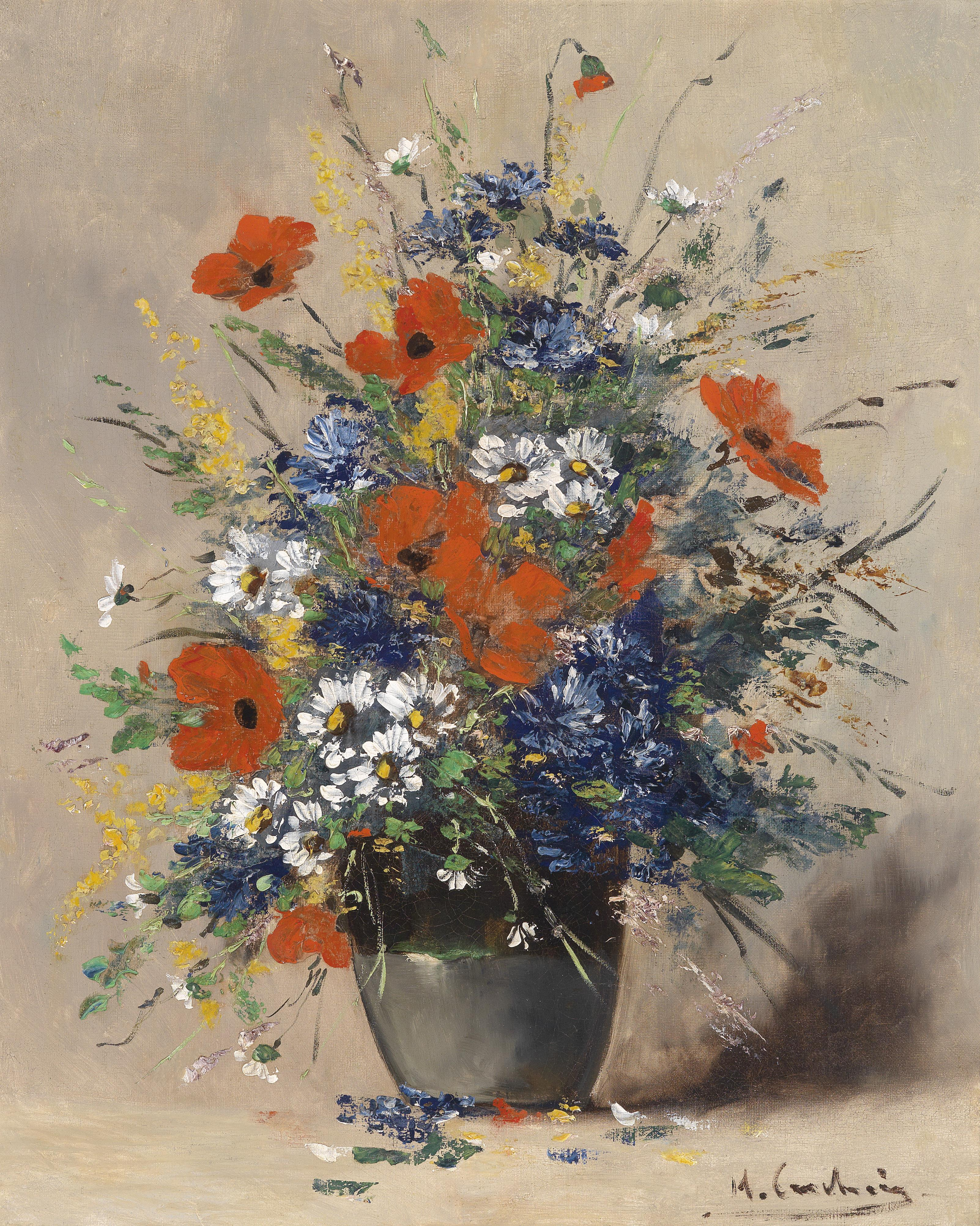

- Musée des beaux-arts d'Angers : Fleurs des champs et fruits
- Musée de Louviers[3]
  - Chez le jardinier
  - Aux halles
- Montauban, musée Ingres : Fleurs
- Paris, école du 7e arrondissement[Laquelle ?] : décor floral
- Perpignan, musée Hyacinthe-Rigaud : Marine
- Musée des beaux-arts de Rouen :
  - Collection d'horlogerie
  - La Porte rose
  - Le train a passé

## Salons
Eugène Cauchois débute au Salon de 1874, puis envoie ses œuvres au Salon des artistes français de 1881, de 1890 (où il devient sociétaire), de 1898 (médaille de troisième classe), de 1904 (médaille de seconde classe) et de 1908 (Le train a passé ; Mélancolie). Il expose également au Salon de Bruxelles de 1881 un plateau de fleurs intitulé Collision.

## Expositions
- Exposition universelle de 1900, médaille de bronze
- Galerie Karin Carton : Nature morte aux fraises
- Galerie Roussel : Fruits ; Animaux ; Nature morte